# Szlak rowerowy Odra – Nysa

Przebieg szlaku rowerowego Odra – Nysa na mapie trzech wschodnich landów Niemiec.

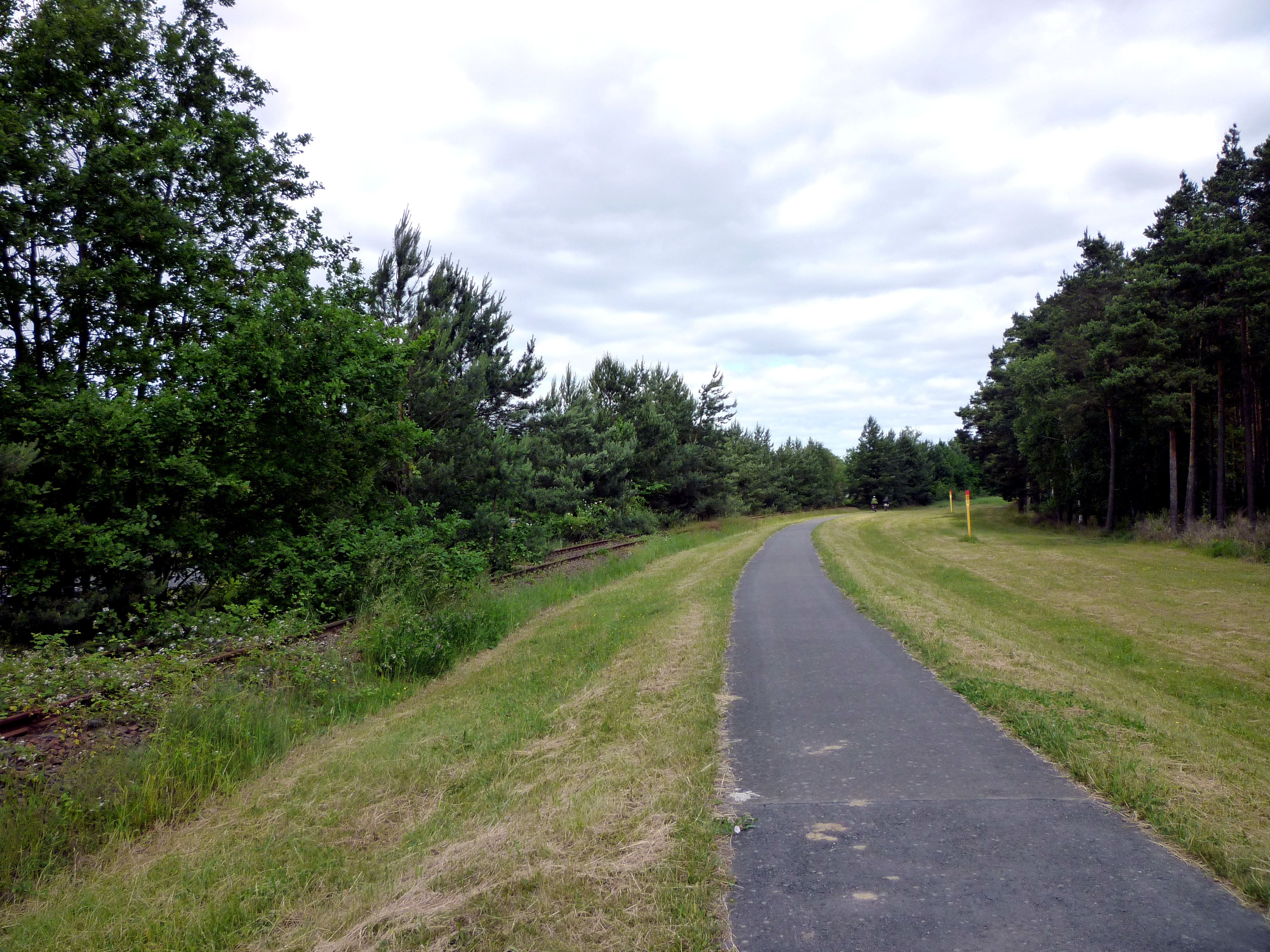
Odcinek pomiędzy Forst a Grießen koło Jänschwalde, wzdłuż zamkniętej w 1995 r. linii kolejowej Guben – Forst.

Szlak rowerowy Odra – Nysa (niem. Oder-Neiße-Radweg, cz. Cyklotrasa Odra–Nisa) – międzynarodowy szlak rowerowy łączący czeską część Gór Izerskich (źródła Nysy Łużyckiej) z niemiecką częścią bałtyckiej wyspy Uznam, blisko Świnoujścia. Najbardziej na wschód wysunięty szlak rowerowy Niemiec i jeden z najbardziej popularnych w tym kraju. Stanowi element długodystansowej trasy rowerowej D12. Został wybrany z inicjatywy Allgemeiner Deutscher Fahrrad-Club modelową trasą dla ogólnoniemieckiej sieci długodystansowych ścieżek rowerowych. Organizacja ta sklasyfikowała szlak w 2009 r. jako trasę wysokiej jakości.

## Charakterystyka
Szlak o kierunku południe-północ liczy około 630 km, 640 km lub 650 km – w większości prowadząc po terenie wolnym od ruchu samochodowego (asfaltowe drogi rowerowe). W 80% jest utwardzony (odcinek nieutwardzony m.in. po stronie czeskiej). Przebiega przez tereny powiatu libereckiego w Czechach, a następnie przez trzy kraje związkowe w Niemczech: Saksonię, Brandenburgię i Meklemburgię-Pomorze Przednie. Kolejne najważniejsze miejscowości na trasie to: Nová Ves, Żytawa, Görlitz, Mużaków, Forst, Guben, Eisenhüttenstadt, Frankfurt nad Odrą, Lubusz, Küstrin-Kietz, Schwedt, Löcknitz, Ueckermünde, Anklam i Ahlbeck. Wysokość poszczególnych punktów szlaku waha się pomiędzy 620 m n.p.m. a 0 m n.p.m. (brzeg Bałtyku).
Mimo że szlak nie przebiega po polskiej stronie granicy, większość jego odcinków poprowadzono w jej bezpośrednim sąsiedztwie wzdłuż Nysy Łużyckiej i Odry. Dzięki szlakom łącznikowym istnieje sieć połączeń z polskimi szlakami rowerowymi. Przecinają go także inne szlaki międzynarodowe. Stanowi najkrótszą drogę rowerową na trasie Sudety – Morze Bałtyckie.

## Przebieg
Szlak jest podzielony na dwanaście etapów, które ułatwiają planowanie przejazdów w dostosowaniu do indywidualnych możliwości poszczególnych turystów. Przebiega przez następujące krainy geograficzne:
Góry Izerskie
- Jablonec nad Nysą (Nová Ves nad Nisou)

Góry Łużyckie
- Żytawa / Sieniawka (powiat zgorzelecki)

Łużyce Górne
- Görlitz / Zgorzelec

Łużyce Dolne, Łuk Mużakowa
- Mużaków / Łęknica
- Forst / Olszyna (powiat żarski)
- Guben / Gubin

Pojezierze Odra-Sprewa
- Eisenhüttenstadt
- Frankfurt nad Odrą / Słubice

Kotlina Freienwaldzka, Oderbruch (Łęgi Odrzańskie)
- Küstrin Kietz / Kostrzyn nad Odrą
- Neulewin / Gozdowice

Marchia Wkrzańska, Dolina Dolnej Odry
- Hohenwutzen / Cedynia
- Schwedt / Chojna
- Gartz (Oder)
- Mescherin / Gryfino

Wzniesienia Szczecińskie
- Staffelde / Pargowo
- Tantow
- Penkun

Pomorze Przednie, Puszcza Wkrzańska
- Löcknitz
- Blankensee / Buk (powiat policki)
- Rieth / Nowe Warpno
- Ueckermünde
- Anklam

Uznam
- Usedom
- Ahlbeck (Heringsdorf) / Świnoujście

## Galeria

### Przebieg

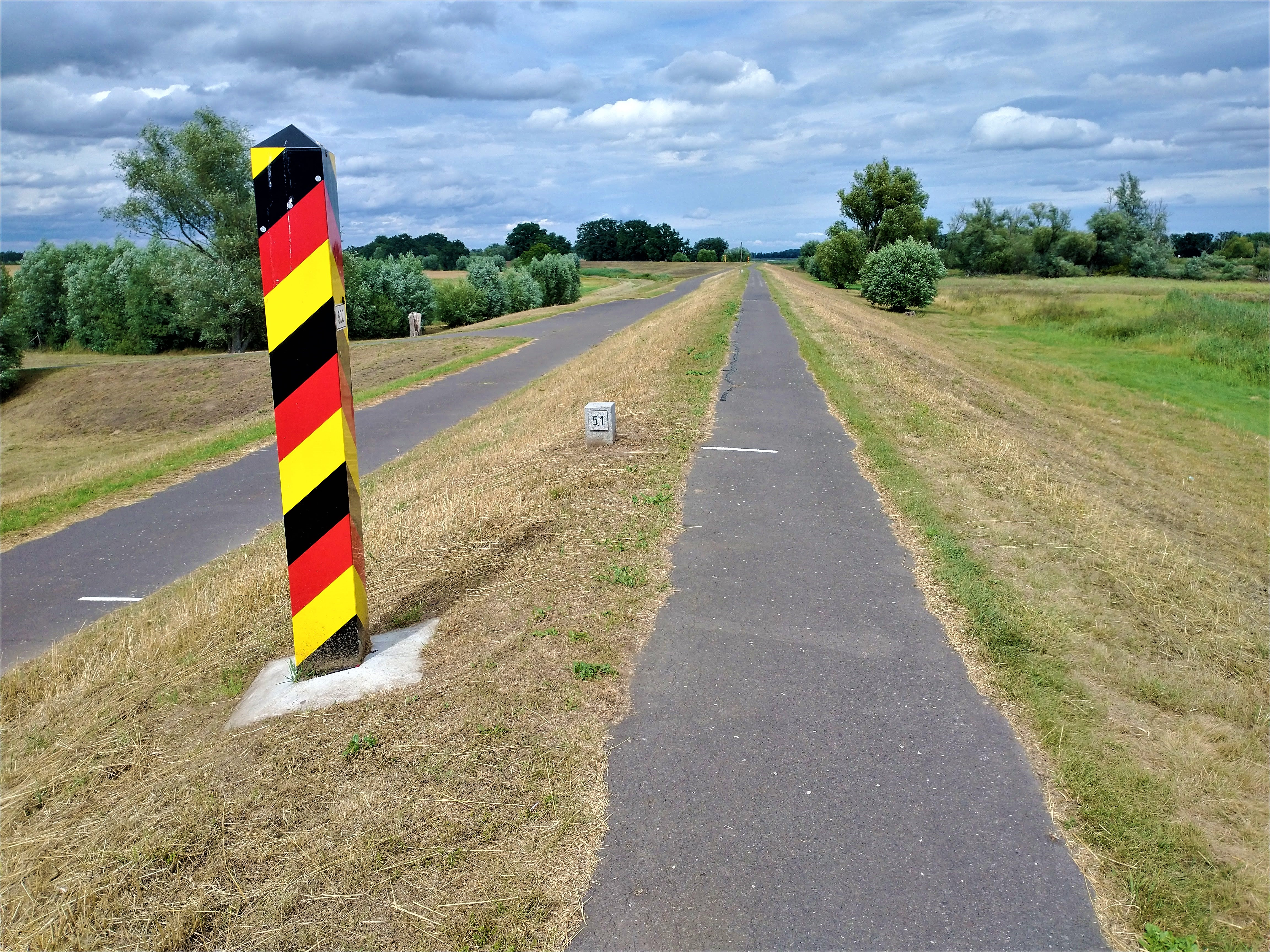
Słup graniczny na odcinku Frankfurt-Kietz
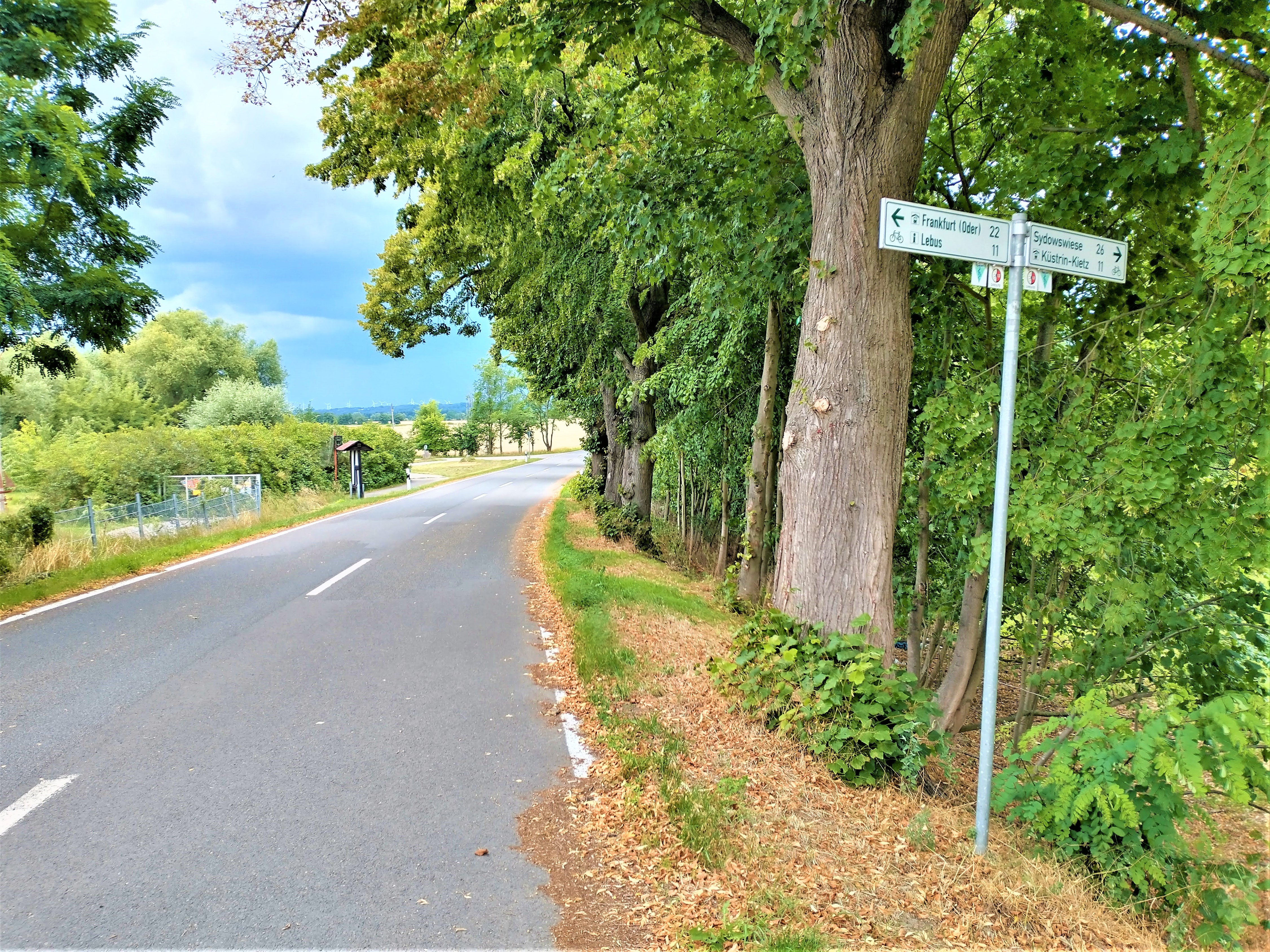
Okolice Reitwein
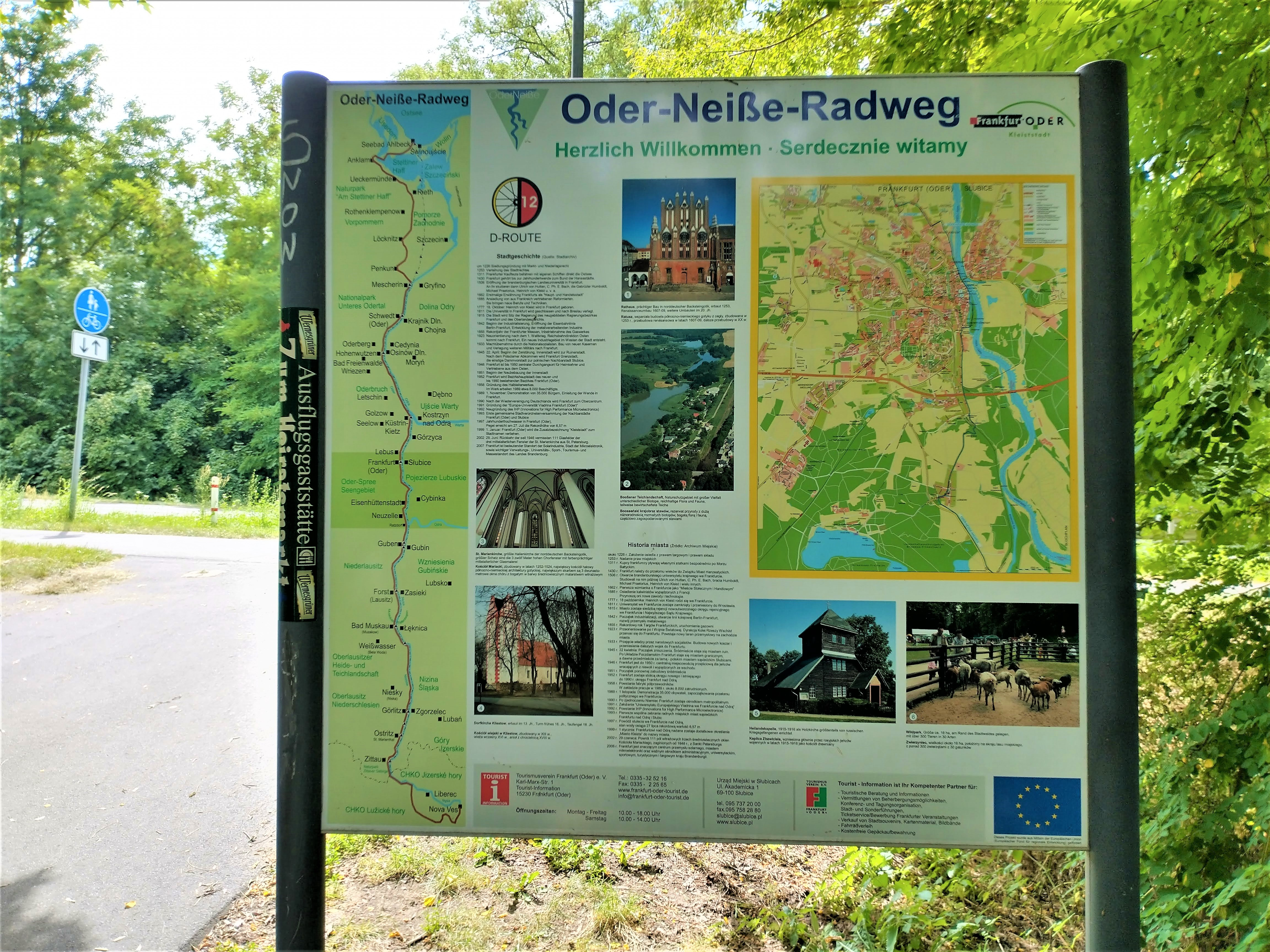
Tablica we Frankfurcie nad Odrą

### Oznakowania

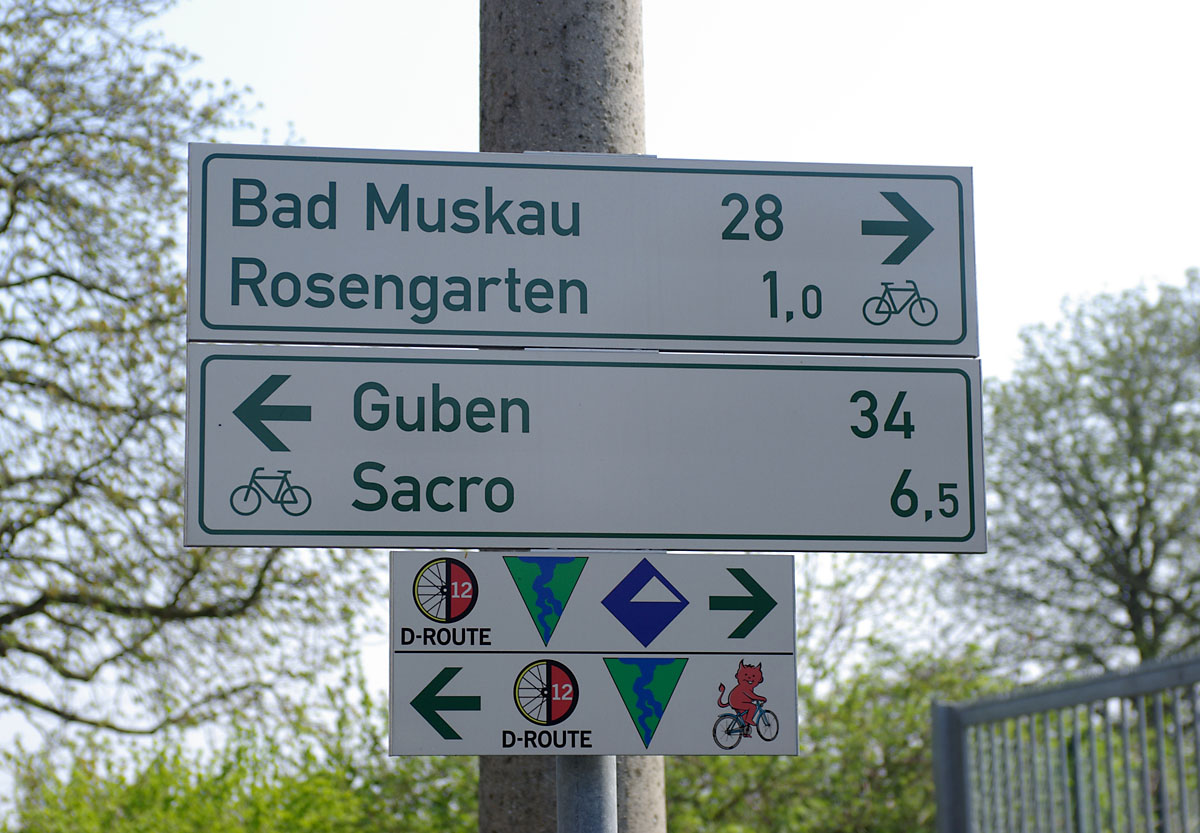
Forst
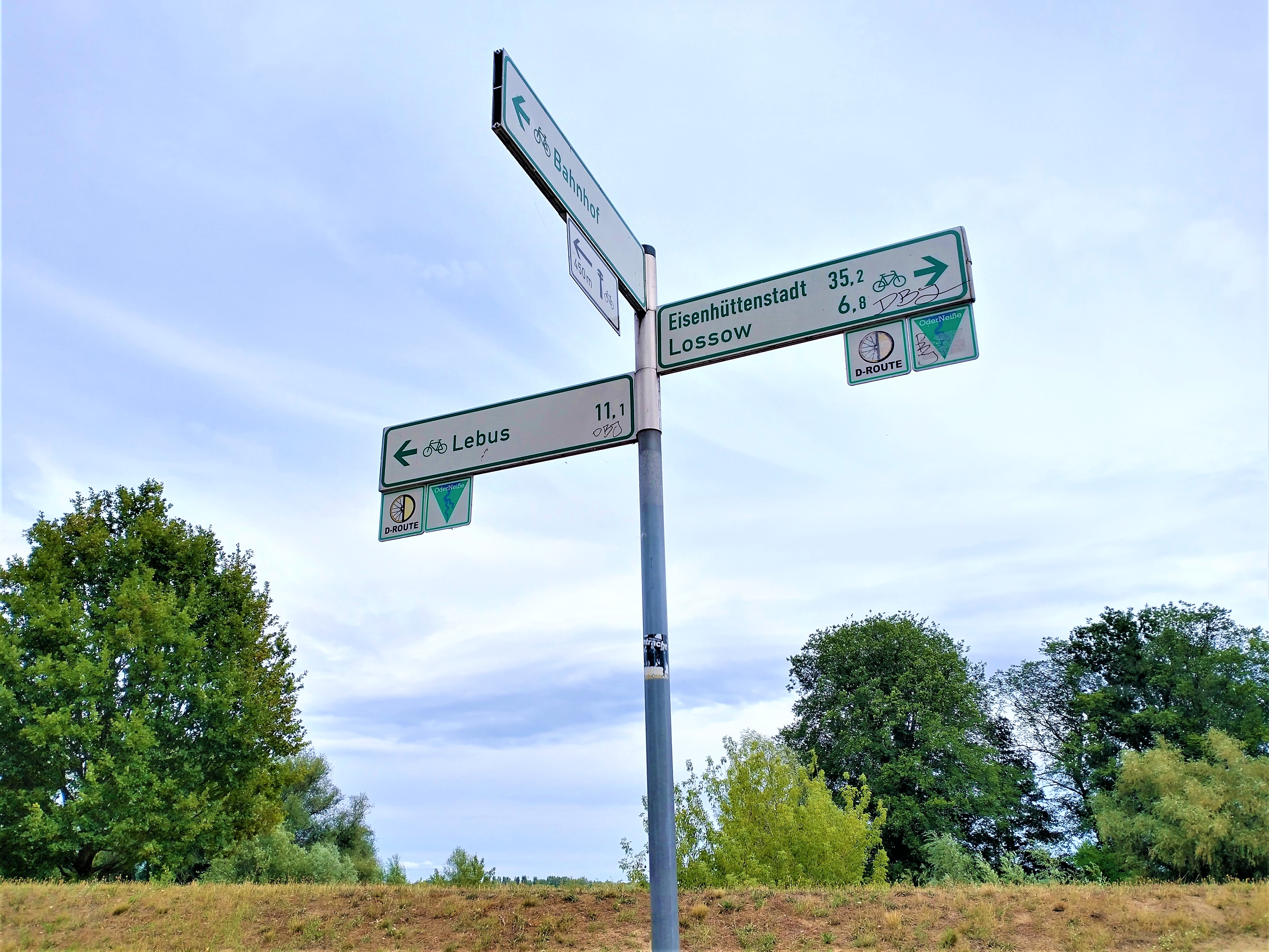
Frankfurt nad Odrą
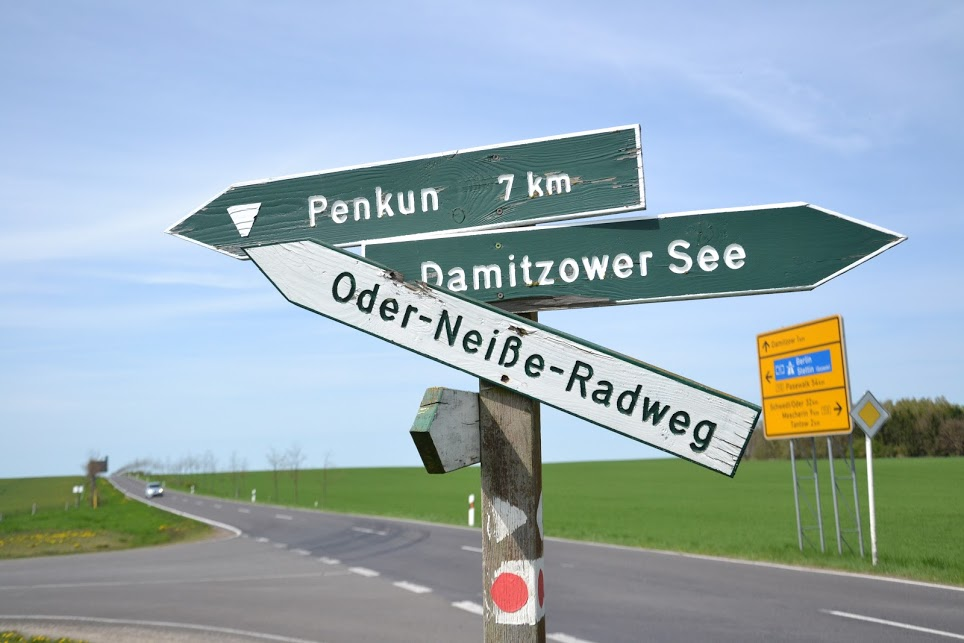
Okolice Tantow